# Arnold Tucker
Arnold Tucker (* 5. Januar 1924 in Calhoun Falls, South Carolina; † 10. Januar 2019 in Miami, Florida) war Oberstleutnant der United States Air Force, Absolvent der United States Military Academy in West Point (New York) (1947) und wurde 1946 als der Gewinner des James E. Sullivan Awards als bester US-amerikanischer Amateursportler (als American-Football-Spieler) ausgezeichnet.

## Leben
Nach der High School in Miami, wo er bereits ein hervorragender Football-Spieler war, spielte er ein Jahr (1943) für die University of Miami, ehe er nach West Point ging und für die Army noch drei Jahre Startberechtigung hatte. Dort gewann er mit der Army 1944–1946 dreimal die nationale Meisterschaft und wurde 1945 und 1946 in das All-American Team berufen. 1945 und 1946 war er als Quarterback das Gehirn der erfolgreichen Mannschaft. 1947 war er auch der Mannschaftskapitän der Basketballmannschaft der Army. 2008 wurde er in die  College Football Hall of Fame gewählt.
Nach seiner Ausbildung als Pilot und Kriegsende kehrte er als Football Lehrkraft und Coach nach West Point zurück, ehe er Deputy Chief of Operations für die Fifth Air Force in Japan von 1968 bis 1970 und Commanding Officer des 16th Special Operations Squadron in Thailand im Jahr 1970 wurde. Von 1971 bis 1974 verantwortete er das Reserve Officer Training Corps der Army an der University of Miami, ehe er in den Ruhestand ging.